# Мальфи, Серена
Серена Мальфи (итал. Serena Malfi; родилась 19 июля 1985 г., Помильяно-д’Арко) — итальянская оперная певица (меццо-сопрано).
Она специализируется на репертуаре барокко, классики и бельканто, особенно Моцарта и Россини. Училась в консерватории Санта-Сесилия в Риме. В 2009 году она дебютировала в 2009 году в опере Антонио Сальери «Пещера Трофонио» на фестивале в Винтертуре и 2010 году в «Опернхаусе» Цюриха в роли Розины в опере Джоаккино Россини «Севильский цирюльник». В 2013 году она пела в Опере Гарнье в Париже в главной роли в балете «Сенерентола» Россини.
Она также пела в операх «Милосердие Тита» и «Дон Жуан» Моцарта, Il Flaminio и Salustia Перголези, «Агриппина» Генделя.
С 2010 года её приглашали выступать в крупнейших оперных театрах, в том числе в Венской государственной опере, Опере Гарнье, Муниципальном театре Флоренции, Театре Колон в Буэнос-Айресе, Королевском театре в Мадриде, Дворце искусств королевы Софии в Валенсии, театре «Метрополитен-опера». В частности, Серена Мальфи исполнила роль Зерлины в опере «Дон Жуан» Моцарта на сцене театра «Метрополитен-опера».

## Репертуар
| Роль            | Название                 | Композитор |
| --------------- | ------------------------ | ---------- |
| Romeo Montecchi | I Capuleti e i Montecchi | Bellini    |
| Nerone          | Agrippina                | Händel     |
| Ruggiero        | Alcina                   | Händel     |
| Cherubino       | Le nozze di Figaro       | Mozart     |
| Zerlina         | Don Giovanni             | Mozart     |
| Despina         | Così fan tutte           | Mozart     |
| Dorabella       | Così fan tutte           | Mozart     |
| Annio           | La clemenza di Tito      | Mozart     |
| Salustia        | La Salustia              | Pergolesi  |
| Ferdinando      | Il Flaminio              | Pergolesi  |
| Dido            | Dido and Æneas           | Purcell    |
| Rosina          | Il barbiere di Siviglia  | Rossini    |
| Angelina        | La Cenerentola           | Rossini    |
| Ofelia          | La grotta di Trofonio    | Salieri    |
| Elmiro          | Dorilla in Tempe         | Vivaldi    |